# Nils Sundberg
Nils Jakob Sundberg, född 23 mars 1892 i Alnö församling i Västernorrlands län, död 6 augusti 2001 i Mariestad, var en svensk lärare och skolledare. När han dog, var han Sveriges äldste man, och endast en svensk man hade tidigare uppnått en bekräftat högre ålder än han.
Sundberg var son till grosshandlaren Adolf Sundberg, som ägde Alviks sågverk, och dennes  maka Hulda Hamrin. Han avlade studentexamen 1910 och blev filosofie magister 1913 samt filosofie licentiat 1919. Från 1929 var han adjunkt vid Högre allmänna läroverket för gossar å Södermalm (Södra latin), Stockholm. Han var sedan rektor för samrealskolan i Mariestad från 1947 och från 1949 även rektor för det härmed förenade kommunala gymnasiet i samma stad. 1954 ombildades dessa skolor till Mariestads högre allmänna läroverk, där han var rektor till 1959. Från 1951 innehade Sundberg också  en tjänst som lektor i matematik och fysik vid läroverket i Sundsvall. Sundberg var kapten i reserven. Han blev riddare av Vasaorden 1949.
Sundberg var gift med Hildur Johansson. Parets dotter civilekonom Barbro Sundberg (född 1923) gifte sig 1945 med professor Tryggve Paulsson Frenckner.